# Missingmyr
Missingmyr este o localitate din comuna Råde, provincia Østfold, Norvegia, cu o suprafață de 0,64 km² și o populație de 790 locuitori (2013).